# Myzomela malaitae
El mielero de Malaita (Myzomela malaitae) es una especie de ave paseriforme de la familia Meliphagidae endémica de la isla de Malaita en las Islas Salomón. Está amenazada por la pérdida de hábitat.